# Karl Rosing
Karl Anton Rosing (23. srpna 1878, Maniitsoq – ?) byl grónský lovec a zemský rada zasedající v druhé, třetí a čtvrté jihogrónské zemské radě.

## Životopis
Karl Rosing byl synem dánského koloniálního správce Petera Frederika Rosinga (1835–1911) a jeho grónské manželky, porodní asistentky Haldory Helene Margrethe Caroline Petrussen (1842–1901). Jeho bratry byli misionář Christian Rosing (1866–1944) a umělec a jeho předchůdce Peter Rosing (1871–1938). Byl tedy strýcem Petera Rosinga (1892–1965) a Otto Rosinga (1896–1965). Dne 23. května 1902 se v Kangamiutu oženil s Benigne Else Konkordií Sommerovou (1883–?), dcerou lovce Berthela Jamese Efraema Sommera (1844–?) a jeho manželky Juliane Ane Margrethe Berthe Petrussenové (1844–?). Z manželství vzešel mimo jiné jejich syn David Rosing (1906–1989), který zasedal v páté jihogrónské zemské radě.
Karl žil jako lovec v Kangaamiutu, kde byl v roce 1917 zvolen do druhé zemské rady Jižního Grónska. Do konce volebního období v roce 1922 vynechal pouze předposlední zasedání v roce 1921, kde nebyl ani zastoupen. V roce 1922 byl znovuzvolen a zastupoval svůj domovský Kangaamiut až do roku 1926, s výjimkou roku 1925 (kdy opět nebyl zastoupen). V roce 1928 se na jedno zasedání vrátil jako zástupce Hanse Kreutzmanna.